# Znicz Jarosław
Treść tego artykułu może nie być zgodna z zasadami neutralnego punktu widzenia.
 Po wyeliminowaniu niedoskonałości należy usunąć szablon {{Dopracować}} z tego artykułu.
Miejski Klub Sportowy Znicz Jarosław – klub koszykarski grający w III lidze koszykówki w Polsce (w grupie Podkarpackiej). Siedziba klubu mieści się w Jarosławiu.

## Nazwy
- Miejski Klub Sportowy Spółka Akcyjna - nazwa spółki
- Międzyszkolny Klub Sportowy "Znicz" Jarosław - nazwa stowarzyszenia
- Znicz Jarosław - nazwa drużyny

## Historia
MKS Znicz Jarosław został założony w 1957 roku. Był klubem wielosekcyjnym (między innymi z piłką nożną, siatkówką, koszykówką oraz lekkoatletyką). Wywodził się ze Szkolnego Związku Sportowego, którego początki w Jarosławiu datuje się na lata pięćdziesiąte. Od początku swojej działalności klub funkcjonował w oparciu o dzieci i młodzież miasta. W latach sześćdziesiątych chlubą Znicza była lekkoatletyka, a na początku lat 90. kobieca siatkówka. Obecnie Znicz prowadzi tylko sekcję koszykówki mężczyzn. Jarosławscy koszykarze przez wiele lat rywalizowali na parkietach III ligi. Pierwsze poważne sukcesy pojawiły się w latach 90., pod wodzą trenera Stanisława Gierczaka. W 1999 roku drużyna po raz pierwszy awansowała do II ligi (była wtedy zapleczem ekstraklasy). Niestety koszykarze Znicza mieli pecha, bo trafili na reorganizację rozgrywek. Powstawała jedno grupowa I liga i do utrzymania potrzeba było wywalczyć minimum 8 miejsce, tymczasem jarosławianie uplasowali się na 9. W kolejnym sezonie Znicz dotarł do finału play-off II ligi. Rywalizację o awans przegrał z Mickiewiczem Katowice. Rok później koszykarze z Jarosławia znowu byli blisko I ligi, tym razem w finale play-off przegrali jednak z ekipą Stali Stalowa Wola (w tym okresie pierwszy zespół prowadził Mariusz Zamirski). W sezonie 2002/2003 klub przeżywał ogromne kłopoty finansowo - organizacyjne, które na szczęście zostały dość szybko opanowane. Na ławce trenerskiej znowu zasiadł Stanisław Gierczak, a celem zespołu było utrzymanie w II lidze, co udało się osiągnąć. W kolejnym roku Znicz znów liczył się w walce o awans. Ostatecznie uplasował się na 3 miejscu, między innymi dzięki temu klub otrzymał propozycję wykupienia tzw. „dzikiej karty”, gdy z powodu wycofania się Legii Warszawa w I lidze zwolniło się miejsce. W sezonie 2004/2005 pod wodzą trenera Gierczaka zespół utrzymał się w I lidze, zajmując 9 lokatę. Sezon 2005/2006 był jednym z najlepszych w historii klubu. Drużyna nie tylko bezapelacyjnie wygrała rozgrywki pierwszoligowe i awansowała na najwyższy koszykarski szczebel w Polsce, ale także nieźle radziła sobie w Pucharze Polski. Jako jedyny pierwszoligowiec dotarła do II rudny tocząc wyrównane boje z ekipami ekstraklasowymi. Sezon 2006/2007 był pierwszym, w którym zespół seniorów występował w ekstraklasie, pokonując między innymi Prokom Trefl Sopot (mistrz Polski), Śląsk Wrocław czy Polpharmę Starogard Gdański. Przygoda z elitą potrwała jednak tylko rok, chociaż do utrzymania zabrakło naprawdę niewiele. Jarosławianie przegrali batalię z Polonią Warszawa jedynie gorszym stosunkiem małych punktów w bezpośrednich meczach. Znicz prowadziło w tym okresie dwóch szkoleniowców – początkowo Stanisław Gierczak, a w końcówce Serb – Miodrag Gaić. W sezonie 2007/2008 przed zespołem postawiono cel powrotu do ekstraklasy. Początkowo drużyna, której trenerem został stalowowolanin Bogusław Wołoszyn spisywała się dość przeciętnie. Ale gdy zespół przejął Stanisław Gierczak, zaczęła gonić czołówkę. Do decydującej batalii w play-off Znicz przystąpił z 4 miejsca. W pierwszej rundzie po zaciętej rywalizacji, trapiona kontuzjami jarosławska ekipa poradziła sobie z innym faworytem ligi – drużyną Politechniki Poznań, a w półfinale ograła Stal Stalową Wolę i po raz drugi w historii świętowała awans. Tym razem przed własną, ponad półtoratysięczną publicznością. W wielkim finale, który decydował o tytule mistrza I ligi Znicz dwukrotnie wygrał ze Sportino Inowrocław.
W sezonie 2008/2009 drużyna seniorów występowała w ekstraklasie prowadzona przez trenerów początkowo Stanisława Gierczaka i II trenera Macieja Milana, a od listopada 2008 roku ze względu na słabe wyniki drużynę przejął jeden z najlepszych
szkoleniowców w Polsce prowadzący w przeszłości reprezentację Polski Dariusz Szczubiał. Dzięki zamianie trenera i wzmocnieniu drożyny zespół utrzymał się w ekstraklasie zajmując 13 miejsce. W styczniu 2009 roku ze względu na ustawowy wymóg, stowarzyszenie utworzyło Sportową Spółkę Akcyjną „ZNICZ” Jarosław, aby klub mógł uczestniczyć w rozgrywkach ligi zawodowej.
Sezon 2009/2010 był dla klubu najlepszym sezonem. Na początku rozgrywek ze względu na osiągane wyniki nasza drożyna został okrzyknięta mianem „rewelacji rozgrywek”. Zawodnicy zajmowali pierwsze miejsca w różnych klasyfikacjach. Jednak kłopoty finansowe klubu związane z rezygnacją sponsora ze sponsoringu tytularnego i nieznalezieniem następcy spowodowały gorsze wyniki sportowe drużyny. Pomimo tych kłopotów drożyna zakończyła sezon na 10 miejscu w Polsce, co jest największym sukcesem klubu w historii. 
Ze względów formalnych SSA nie została zarejestrowana w KRS-ie i została postawiona w stan likwidacji. Stowarzyszenie założyło nową Spółkę Akcyjną Miejski Klub Sportowy „JAROSŁAW”której Prezesem Zarządu został Pan Tadeusz Matysiak.
W dniu 17 lutego spółka została zarejestrowana w KRS-ie.
Od sezonu 2010/2011 to spółka ma licencję na prowadzenie rozgrywek w ligach centralnych PZKosz.
Niestety ze względów finansowych (brak sponsorów gwarantujących zebranie budżetu na kwotę 2 mln. Złotych) M KS „JAROSŁAW” SA wycofał klub z rozgrywek Polskiej Ligi Koszykówki. Starano się wykupić „dziką kartę” do I ligi, ale ze względu na brak miejsc została przyznana karta do rozgrywek II ligi.

## Hala
- Hala: 
  - Obiekt: Hala Sportowo-Widowiskowa MOSiR w Jarosławiu, ul. Sikorskiego 5
  - Pojemność: 1500 miejsc[1]

## Nagrody i wyróżnienia
I skład I ligi
- Przemysław Łuszczewski (2006)
- Tomasz Celej (2008)

## Zawodnicy

### Obcokrajowcy
Stan na 6 września 2020.

- Witalij Kowalenko  (2001–2009)
- Tony Akins  (2006)
- Roberto Gittens  (2006)
- Steve Logan  (2006)
- Ime Oduok  (2006)
- Dejan Becin  (2006/2007)
- Ricky Clemons  (2006/2007)
- Alvin Cruz  (2006/2007)
- Sani Ibrahim / (2006/2007)
- Brandun Hughes  (2008/2009)
- Quinton Day  (2008/2009)
- Ross Neltner  (2008/2009)
- Grady Reynolds  (2008/2009)
- Chad Timberlake  (2008/2009)
- John Williamson  (2008/2009)
- Jeremy Chappell  (2008/2009)
- Keddric Mays  (2008/2009)